# John Derbyshire (zwemmer)
John Henry "Rob" Derbyshire (Manchester, 29 november 1878 - Baslow, 30 juli 1938) was een Brits zwemmer en waterpoloër. Derbyshire won in 1908 gouden medaille op de 4x200 meter vrije slag.
1908: Derbyshire, Radmilovic, Foster, Taylor ·
1912: Healy, Champion, Boardman, Hardwick ·
1920: McGillivray, Kealoha, Ross, Kahanamoku ·
1924: O'Connor, Glancy, Breyer, Weissmuller ·
1928: Clapp, Laufer, Kojac, Weissmuller ·
1932: Miyazaki, Yusa, Yokoyama, Toyoda ·
1936: Yusa, Sugiura, Taguchi, Arai ·
1948: Ris, McLane, Wolf, Smith ·
1952: Moore, Woolsey, Konno, McLane ·
1956: O'Halloran, Devitt, Rose, Henricks ·
1960: Harrison, Blick, Troy, Farrell ·
1964: Clark, Saari, Ilman, Schollander ·
1968: Nelson, Rerych, Spitz, Schollander ·
1972: Kinsella, Tyler, Genter, Spitz ·
1976: Bruner, Furniss, Naber, Montgomery ·
1980: Kopljakov, Salnikov, Stoekolkin, Krylov ·
1984: Heath, Larson, Float, Hayes ·
1988: Dalbey, Cetlinski, Gjertsen, Biondi ·
1992: Lepikov, Pysjnenko, Tajanovitsj, Sadovy ·
1996: Davis, Hudepohl, Schumacher, Berube ·
2000: Thorpe, Klim, Pearson, Kirby ·
2004: Phelps, Lochte, Vanderkaay, Keller ·
2008: Phelps, Lochte, Berens, Vanderkaay ·
2012: Lochte, Dwyer, Berens, Phelps ·
2016: Dwyer, Haas, Lochte, Phelps ·
2020: Dean, Guy, Richards, Scott ·
2024: Guy, Dean, Richards, Scott